# Halit Akçatepe
Halit Akçatepe (Üsküdar, 1938. január 1. – Isztambul, 2017. március 31.) török színész.

## Életpályája
Isztambul Üsküdar negyedében született 1938-ban, Sitki Akçatepe színész és Leman Akçatepe színésznő fiaként. 1943-ban, ötévesen szerepelt először filmben, a Dertli Pınarban, majd további filmekben is szerepelt gyerekszínészként. A Saint Benoit francia gimnáziumban végzett, majd 1956-ban belépett a hadseregbe, ahol másfél évig szolgált, mielőtt visszatért a színjátszáshoz.
Igazi hírnévre az 1960-ban bemutatott Ah Nerede Vah Nerede, valamint az 1963-as Yasak, Gündoğarken és Semaya baktım Seni Gördüm című filmek után tett szert. 1975-ben szerepelt a Hababam Sınıfı című filmben, majd folytatásaiban, a  Hababam Sınıfı Sınıfta Kaldıban, a Hababam Sınıfı Dokuz Doğuruyorban és a Hababam Sınıfı Tatilde-ben.

## Filmjei
- Kedves bátyám (1973)
- A gyalázatos osztály osztályzatok nélkül (1975)
- Gyalázatos osztály (1975)
- A gyalázatos osztály ébredezik (1976)
- A Foster fivérek (1976)
- Saban, Saban fia (1977)

## Fordítás
- Ez a szócikk részben vagy egészben  a   Halit Akçatepe című angol Wikipédia-szócikk ezen változatának fordításán alapul.  Az eredeti cikk szerkesztőit annak laptörténete sorolja fel. Ez a jelzés csupán a megfogalmazás eredetét és a szerzői jogokat jelzi, nem szolgál a cikkben szereplő információk forrásmegjelöléseként.